# Кировски, Джован
Джован Кировски (англ. Jovan Kirovski; 18 марта 1976, Эскондидо, Калифорния, США) — американский футболист, выступавший на позиции нападающего.

## Карьера

### Клубная
Кировски — сын македонских иммигрантов, в 1992 году стал игроком молодёжного состава «Манчестер Юнайтед». До 1996 года футболист выступал в дубле клуба, но в основной состав так и не попал. Затем Кировски перешёл в дортмундскую «Боруссию». Следующие четыре сезона игрок провёл в Германии, став первым американцем-победителем Лиги чемпионов УЕФА (1996/97). В 1998—1999 годах Кировски выступал на правах аренды за футбольный клуб «Фортуна» из Кёльна.
В 2000 году футболист перешёл в лиссабонский «Спортинг», но на поле выходил крайне редко. С 2001 по 2004 годы играл в составе английских клубов «Кристал Пэлас» и «Бирмингем Сити».
6 февраля 2004 года Кировски подписал контракт с «Лос-Анджелес Гэлакси». Свой дебют в MLS, 3 апреля в матче стартового тура сезона 2004 против «Нью-Инглэнд Революшн», отметил голом. В матчах против «Даллас Бёрн» 8 мая, 29 мая и 9 октября оформил по дублю, за что трижды признавался игроком недели в MLS. Завершил сезон 2004 с восемью голами, наивысшим показателем результативности за свою карьеру. Начал сезон 2005 в составе «Гэлакси», сыграв в 24 матчах за клуб и отметившись четырьмя голами и четырьмя голевыми передачами.
13 сентября 2005 года Кировски был обменян в «Колорадо Рэпидз» на пик первого раунда Супердрафта MLS 2007. За «Рэпидз» дебютировал 17 сентября в матче против «Ди Си Юнайтед». 24 сентября в матче против «Чивас США» забил свой первый гол за «Рэпидз», заработав и реализовав пенальти.
21 мая 2008 года «Колорадо Рэпидз» обменял Джована Кировски и Келли Грея «Сан-Хосе Эртквейкс» на Престона Бёрпо и пик четвёртого раунда Супердрафта MLS 2009. За «Эртквейкс» он дебютировал 22 мая в матче против «Хьюстон Динамо», выйдя на замену в конце второго тайма.
24 ноября 2008 года Кировски вернулся в «Лос-Анджелес Гэлакси» в обмен на условный пик Дополнительного драфта MLS 2010.

### В сборной
Первый матч за сборную США Кировски провёл в возрасте 18 лет 19 октября 1994 года против сборной Саудовской Аравии. В составе сборной футболист выступал на Кубке Америки 1995, Золотых кубках КОНКАКАФ 1996 и 2000, Кубках конфедераций 1999 и 2003. На чемпионаты мира не вызывался. В общей сложности Кировски сыграл за сборную 62 матча, забил 9 мячей.
В составе сборной США до 23 лет принял участие в летних Олимпийских играх 1996.

### Тренерская
23 января 2012 года занял должность ассистента главного тренера «Лос-Анджелес Гэлакси», заменив в тренерском штабе Брюса Арены Грегга Берхалтера. 10 января 2013 года был назначен техническим директором «Лос-Анджелес Гэлакси». 11 января 2024 года покинул «Лос-Анджелес Гэлакси».

## Достижения
«Боруссия»
- Победитель Лиги чемпионов УЕФА: 1996/97
- Обладатель Межконтинентального кубка: 1997

 «Спортинг»
- Обладатель Суперкубка Португалии: 2000

 «Лос-Анджелес Гэлакси»
- Чемпион MLS (обладатель Кубка MLS): 2005, 2011
- Обладатель Открытого кубка США: 2005